# Carcelia flavitibia
Carcelia flavitibia là một loài ruồi trong họ Tachinidae.